# ユスフ・ムチャンガマ
ユスフ・ムチャンガマ（Youssouf Yacoub M'Changama, 1990年8月29日 - ）は、コモロのプロサッカー選手。コモロ代表。トロワAC所属。ポジションはミッドフィールダー。
コモロ代表の最多出場記録保持者である（2024年7月現在）。

## 経歴

### クラブ
2012年3月5日、イングランドのオールダム・アスレティックに加入。その5日後、3月10日のヨーヴィル・タウン戦で途中出場しEFLデビューを果たし、オールダム・アスレティックでプレイした初のコモロ人選手となった。
ギャンガンで9ゴール、15アシストを記録した2021-22シーズン、トロフェ・UNFP・デュ・フットボールのリーグ・ドゥベストイレヴンに選ばれ、シーズンベストゴール賞も受賞した。
2022年6月16日、新たにリーグ・アンに昇格したオセールに2年契約で移籍した。

### 代表
フランスで生まれ育ち、2010年にコモロ代表デビュー。
2022年1月24日、アフリカネイションズカップ決勝トーナメント1回戦、COVID-19感染による離脱者が相次ぎ、特にGKは全員が出場不可となり、本来フィールドプレイヤーの選手がGKとして出場するという圧倒的に不利な状況で格上のカメルーンと相対し、試合は1-2で敗れたものの、後半に直接フリーキックでネットを揺らし、健闘を見せた。

## 人物
兄のモハメドもサッカー選手であり、コモロ代表としてプレイしている。

## 個人成績

### 代表
| コモロ代表 | 国際Aマッチ | 国際Aマッチ |
| 年         | 出場        | 得点        |
| ---------- | ----------- | ----------- |
| 2010       | 1           | 0           |
| 2011       | 4           | 0           |
| 2012       | 0           | 0           |
| 2013       | 0           | 0           |
| 2014       | 3           | 1           |
| 2015       | 6           | 0           |
| 2016       | 5           | 1           |
| 2017       | 5           | 2           |
| 2018       | 4           | 0           |
| 2019       | 7           | 1           |
| 2020       | 2           | 2           |
| 2021       | 6           | 1           |
| 2022       | 9           | 2           |
| 2023       | 5           | 1           |
| 2024       | 4           | 0           |
| 通算       | 61          | 11          |

#### ゴール
| #   | 年月日         | 開催地                                            | 対戦国           | 勝敗 | 試合概要                                      |
| --- | -------------- | ------------------------------------------------- | ---------------- | ---- | --------------------------------------------- |
| 1.  | 2014年3月5日   | Stade Francis Turcan（ フランス）                 | ブルキナファソ   | △1-1 | 親善試合                                      |
| 2.  | 2016年3月27日  | Obed Itani Chilume Stadium（ ボツワナ）           | ボツワナ         | ●1-2 | アフリカネイションズカップ2017予選・グループD |
| 3.  | 2017年10月6日  | スタッド・エル・メンザ（ チュニジア）             | モーリタニア     | ○1-0 | 親善試合                                      |
| 4.  | 2017年11月17日 | Stade Municipal Saint-Leu-la-Forêt（ フランス）   | マダガスカル     | △1-1 | 親善試合                                      |
| 5.  | 2019年6月7日   | Stade de la Libération（ フランス）               | コートジボワール | ●1-3 | 親善試合                                      |
| 6.  | 2020年10月11日 | スタッド・オリンピック・ドゥ・ラデ（ チュニジア） | リビア           | ○2-1 | 親善試合                                      |
| 7.  | 2020年11月11日 | Moi International Sports Centre（ ケニア）        | ケニア           | △1-1 | アフリカネイションズカップ2021予選・グループG |
| 8.  | 2021年9月7日   | Stade Omnisports de Malouzini（ コモロ）          | ブルンジ         | ○1-0 | 親善試合                                      |
| 9.  | 2022年1月24日  | Olembe Stadium（ カメルーン）                     | カメルーン       | ●1-2 | アフリカネイションズカップ2021                |
| 10. | 2022年6月3日   | Stade Omnisports de Malouzini（ コモロ）          | レソト           | ○2-0 | アフリカネイションズカップ2023予選・グループH |
| 11. | 2023年6月17日  | オーランド・スタジアム（ 南アフリカ共和国）       | レソト           | ○1-0 | アフリカネイションズカップ2023予選・グループH |

## タイトル
- トロフェ・UNFP・デュ・フットボール・リーグ・ドゥ・ベストイレヴン（2021-22）[4][9]